# Bi (artefakt)

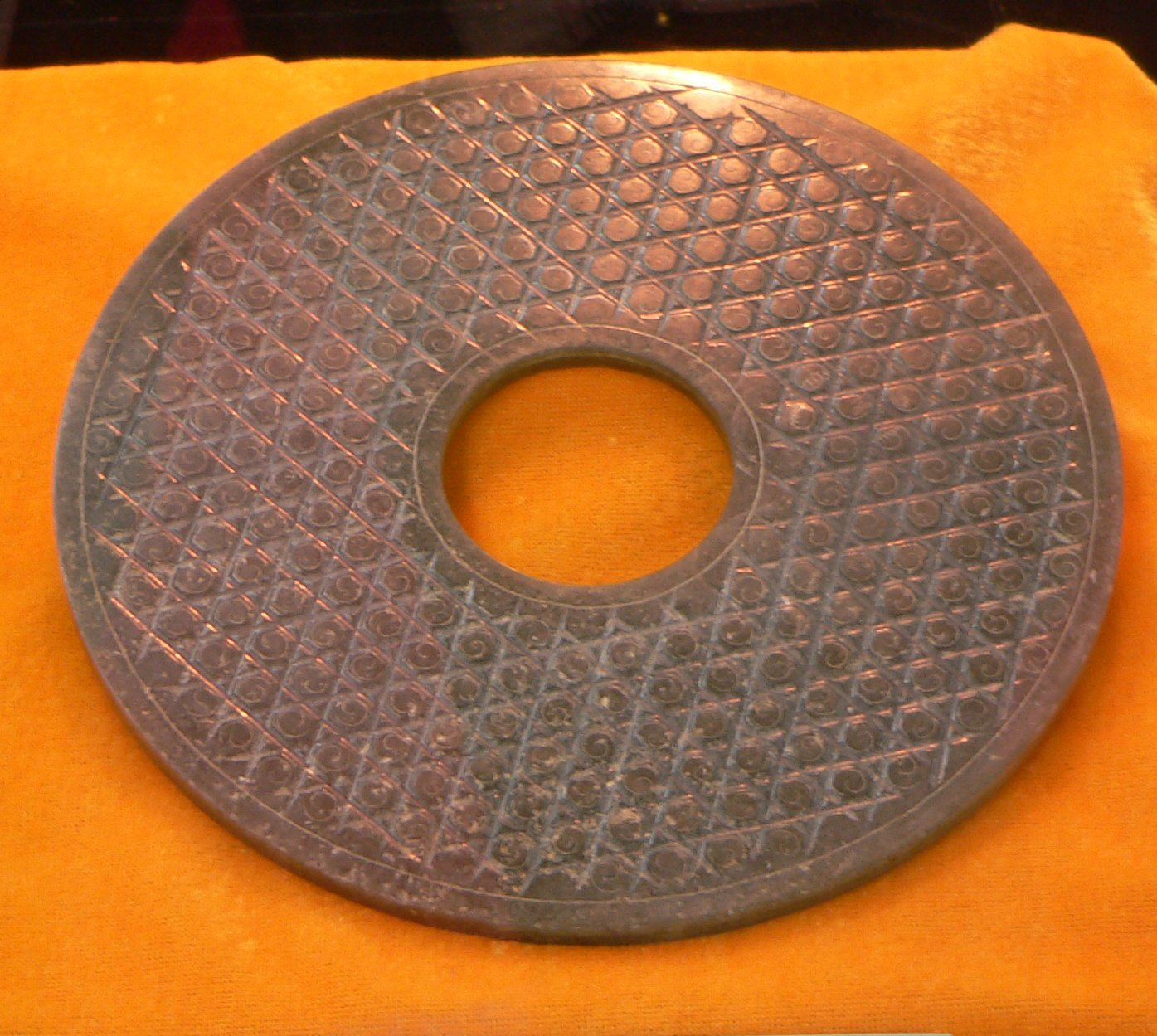
Bi – en jadeskiva med hål i.

Bi, (kinesiska: 璧; pinyin: bì; Wade–Giles: pi) är en rund skiva av jade med ett hål i mitten som hade en idag okänd symbolisk betydelse i det antika Kina.
De äldsta fynden som gjorts härstammar från neolitisk tid, och framför allt från Liangzhukulturen (ca 3400–2250 f.Kr.). Senare exemplar är funna från Shang-, Zhou- och Handynastierna.
I neolistiska gravar har bi påträffats på magen eller bröstet på den begravda. Flera av de äldsta kinesiska kultföremålen var stiliserade verktyg, men ingen etablerad teori finns för bi. Äldre fynd är helt blanka medan yngre fynd ofta pryds av snirklande mönster. Ingen känd bi pryds av text. 
En senare tradition förbinder den runda bi med himlen (som sågs som rund i antik kinesisk kosmologi) medan en annan artefakt, cong, sågs som förbunden med jorden (som ansågs vara fyrkantig).
De små biliknande jadeskivor som idag bärs om halsen av många kineser anses vara lyckobringande amuletter, men benämns inte bi.